# Once Again
Once Again is het tweede album van de Amerikaanse r&b-zanger John Legend. Het is uitgebracht op 24 oktober 2006, twee jaar na zijn succesvolle debuutalbum Get Lifted. Onder andere will.i.am en Kanye West hebben aan het album meegewerkt.
Het album debuteerde op nummer 4 in de Nederlandse Album Top 100 en bereikte de tweede plaats als hoogste positie. Na twaalf weken in de top 10 te hebben gestaan, verdween het album ineens uit de gehele top 100. Vanaf oktober 2007 stond Once again nog tien weken genoteerd in de lagere regionen van de lijst.
De eerste single van het album werd Save Room, geproduceerd door will.i.am en Legend. De tweede single was Heaven. Verder zijn er drie bonustracks: Out of Sight (Circuit City Exclusive), King & Queen en On Top of the World (iTunes Bonus Track).

## Tracks
1. "Save Room" – 3:59
2. "Heaven" – 3:47
3. "Stereo" – 4:19
4. "Show Me" – 5:10
5. "Each Day Gets Better" – 4:01
6. "P.D.A. (We Just Don't Care)" – 4:51
7. "Slow Dance" – 4:53
8. "Again" – 4:24
9. "Maxine" – 4:39
10. "Where Did My Baby Go" – 5:17
11. "Maxine's Interlude" – 2:00
12. "Another Again" – 5:20
13. "Coming Home" – 5:22